# درخشش (فیلم ۱۹۸۰)
درخشش یا تلألو (به انگلیسی: The Shining) فیلمی در ژانر ترسناک روانشناسانه محصول سال ۱۹۸۰ آمریکا و بریتانیا به نویسندگی، کارگردانی و تهیه‌کنندگی استنلی کوبریک است که بر اساس رمانی به همین نام نوشتهٔ استیون کینگ ساخته شده‌است. فیلم‌نامهٔ این کار را کوبریک و دایان جانسون، رمان‌نویس زادهٔ آمریکا نوشتند. در این فیلم هنرپیشگانی همچون جک نیکلسون، شلی دووال و دنی لوید به ایفای نقش پرداخته‌اند.
درخشش تنها فیلم کوبریک در ژانر وحشت محسوب می‌شود. این فیلم در زمان انتشار مورد بی‌مهری و انتقاد منتقدان قرار گرفت و نامزد جایزهٔ تمشک طلایی برای بدترین کارگردانی و بدترین بازیگر زن شد؛ اما با گذشت زمان، این فیلم اکنون جزو برترین آثار تاریخ سینما شده و منتقدان بازیگری شلی دووال و کارگردانی کوبریک را در این فیلم تحسین می‌کنند.
دنبالهٔ فیلم با عنوان دکتر اسلیپ در سال ۲۰۱۹ اکران شد.

جک نیکلسون در معروف‌ترین سکانس فیلم

## داستان فیلم
جک تورنس به عنوان سرایدار فصلی در هتل دورافتاده اورلوک در کوه‌های راکی کلرادو شروع به کار می‌کند؛ هتلی که هر زمستان تعطیل است. پس از ورود، مدیر هتل، استوارت اولمن، به جک می‌گوید که ده سال پیش سرایدار قبلی، چارلز گرِیدی، همسر و دو دختر کوچک خود را در هتل به قتل رسانده و سپس خودکشی کرده است.
در بولدر، پسر جک به نام دنی، دچار پیش‌نمایش‌های ترسناک و تشنج می‌شود. وندی، همسر جک، برای پزشک تعریف می‌کند که جک پیش‌تر در دوران مصرف الکل به‌طور تصادفی شانه دنی را درآورده بود و از آن زمان پاک شده است. پیش از عزیمت به اورلوک، سرآشپز هتل، دیک هالوران، به دنی درباره توانایی تلپاتیک مشترکشان به نام «درخشش» می‌گوید. هالوران هشدار می‌دهد که هتل نیز به دلیل رویدادهای تلخ گذشته «می‌درخشد» و دنی باید از اتاق ۲۳۷ دوری کند.
پس از گذشت یک ماه، دنی شروع به دیدن رؤیاهای ترسناک، از جمله دوقلوهای کشته شده گرِیدی می‌کند. وضعیت روانی جک رو به وخامت می‌گذارد؛ او دچار بلاک نویسندگی، پرخاشگری و خواب‌های قتل خانواده‌اش می‌شود. دنی توسط نیروهای نامرئی به اتاق ۲۳۷ کشانده می‌شود و وندی او را با آثار جراحات فیزیکی می‌یابد که ظن به جک دارد. جک در سالنی بزرگ با بارمن شبح‌مانندی به نام لوید مواجه می‌شود که او را به نوشیدن الکل تشویق می‌کند. وندی می‌گوید دنی توسط «زنی دیوانه» در اتاق ۲۳۷ مورد حمله قرار گرفته است. جک به آنجا می‌رود و با روح زنی وحشتناک در حمام روبرو می‌شود، اما به وندی می‌گوید چیزی ندیده است. او دنی را متهم به ایجاد جراحات می‌کند و با عصبانیت واکنش نشان می‌دهد وقتی وندی پیشنهاد ترک هتل را می‌دهد. دنی وارد حالت خلسه می‌شود و به صورت تلپاتیک با هالوران تماس می‌گیرد. جک که به سالن بازمی‌گردد، با ارواح متعددی از جمله پیشخدمت دلبرت گرِیدی روبرو می‌شود که از او می‌خواهد «همسر و فرزندش را اصلاح کند».
وندی متوجه می‌شود که نوشته‌های جک تنها شامل تکرار ضرب‌المثل «تمام کار و هیچ بازی، جک را کسل می‌کند» است. وقتی جک به او تهدید به قتل می‌کند، وندی با چوب بیسبال او را بیهوش می‌کند و در انبار آشپزخانه زندانی می‌کند، اما آن‌ها نمی‌توانند هتل را ترک کنند چون جک قبلاً رادیو و ماشین برف‌روب را خراب کرده است. در اتاقشان، دنی مرتباً کلمه «ردرام» را تکرار و با رژ لب روی در حمام می‌نویسد. وندی در آینه می‌بیند که این کلمه در واقع «مردر» به معنی «قتل» به عقب نوشته شده است.
گرِیدی جک را آزاد می‌کند و او با تبر به دنبال وندی و دنی می‌افتد. دنی از پنجره حمام فرار می‌کند و وندی وقتی جک قصد شکستن در را دارد، با چاقو از خود دفاع می‌کند. هالوران که از فلوریدا به کلرادو بازگشته، با ماشین برف‌روب به هتل می‌رسد. ورود او حواس جک را پرت می‌کند، اما جک او را در لابی با تبر به قتل می‌رساند و سپس به دنبال دنی به هزارتوی باغ می‌دود. وندی در هتل دنبال دنی می‌گردد و با ارواح، جسد خونین هالوران و رؤیای خون‌آشام‌آبشاری مشابه پیش‌نمایش دنی روبرو می‌شود.
در هزارتوی باغ، دنی با دقت مسیر خود را عقب‌گرد می‌کند تا جک را گمراه کند و پشت توده برف پنهان می‌شود. جک بدون ردپا به دنبال او می‌دود و گم می‌شود. دنی و وندی به هم می‌رسند و با ماشین برف‌روب هالوران از آنجا فرار می‌کنند، در حالی که جک در هزارتو یخ می‌زند و می‌میرد.
در آخرین صحنه فیلم، عکسی در راهروی هتل نشان داده می‌شود که جک را در میان جمعی از مهمانان جشن روز استقلال ۱۹۲۱ نشان می‌دهد.

## بازیگران
- جک نیکلسون - جک تورنس
- شلی دووال - وندی تورنس
- دنی لوید - دنی تورنس و صدای تونی
- اسکتمن کراترز - دیک هلورن
- بری نلسن - استوارت المن
- فیلیپ استون - دلبرت گریدی
- جو تارکل - لوید
- آن جکسون - دکتر
- تونی بارتون - لری درکین
- لیا بلدم - زن جوان در حمام
- بیلی گیبسون - زن پیر در حمام
- بری دنن - بیل واتسون

## واکنش استیون کینگ
کوبریک در صحبت از مضمون فیلم می‌گوید «شخصیت انسان ایرادی ذاتی دارد و یک سمتش بدی است. یکی از کارکردهای داستان‌های ترسناک این است که کهن‌الگوهای ناخودآگاه را نشانمان دهند؛ می‌توانیم جنبۀ تیره را ببینیم، بی‌آنکه مجبور شویم مستقیم با آن روبه‌رو شویم». از استیون کینگ دربارۀ این فیلم نقل شده که به‌لحاظ تصویرپردازی به‌یادماندنی است، اما در جایگاه فیلمی اقتباسی خیلی ضعیف است و تا جایی که به خاطر دارد تنها اقتباسی از رمان‌هایش است که «از آن متنفر» بوده است. اما کینگ در سال ۱۹۸۱ در کتاب رقص مرگ (Danse Macabre) گفت کوبریک جزء فیلم‌سازانی است که «چشم‌اندازهای خاصشان چنان روشن و قاطع است که ... ترس از ناکامی جایی در ذهنشان ندارد.» کینگ گرچه این فیلم را «دیوانه‌وار و منحرف و ناامیدکننده» می‌خواند، معتقد است نبوغی انکارناپذیر در آن وجود دارد. سپس این فیلم را جزء آن دسته آثاری برمی‌شمرد که «چیز ارزشمندی به ژانر وحشت اضافه کرده‌اند.» پیش از این فیلم، کینگ می‌گفت توجه چندانی به فیلم‌های اقتباس‌شده از آثارش نمی‌کند. استیون کینگ در مصاحبه‌ای با بی‌بی‌سی نیز بازی شلی دووال در نقش وندی را در فیلم مورد انتقاد قرار می‌دهد و می‌گوید «نقشش فقط این است که جیغ بکشد و احمق‌بازی دربیاورد. زنی که من درباره‌اش نوشتم این نیست.»

## دنباله
استیون کینگ در سال ۲۰۱۳ دنبالهٔ رمان درخشش را تحت عنوان دکتر اسلیپ نوشت که سرنوشت شخصیت دنی تورنس را دنبال می‌کند. اقتباسی سینمایی این رمان با عنوان دکتر اسلیپ به نویسندگی و کارگردانی مایک فلناگان در سال ۲۰۱۹ منتشر شد. در این فیلم، یوان مک‌گرگور در نقش دنی تورنس ظاهر شده‌است.